# The Cowboy and the Squaw
The Cowboy and the Squaw è un cortometraggio muto del 1910 scritto, prodotto, interpretato e diretto da Gilbert M. 'Broncho Billy' Anderson. La protagonista femminile del film, nel ruolo della squaw indiana Lightfeather, è Clara Williams.

## Produzione
Il film fu prodotto dalla Essanay Film Manufacturing Company. Venne girato nel Texas, a El Paso e in California, a Santa Barbara.

## Distribuzione
Distribuito dalla Essanay Film Manufacturing Company, il film - un cortometraggio in una bobina - uscì nelle sale cinematografiche USA il 19 febbraio 1910.